# Lampedusa melitensis
Lampedusa melitensis је пуж из реда Stylommatophora и фамилије Clausiliidae.

## Угроженост
Ова врста је крајње угрожена и у великој опасности од изумирања.

## Распрострањење
Ареал врсте је ограничен на једну државу. 
Малта је једино познато природно станиште врсте.